# William Bonaparte-Wyse
El capità William Charles Bonaparte-Wyse (20 de gener 1826 - 3 de desembre 1892) fou un militar i poeta irlandès en llengua occitana.
Nat a Waterford, era fill del polític i diplomàtic, Sir Thomas Wyse, que fou ambaixador de la reina Victòria, del 1849 al 1862 esdevingué el Minister Plenipotentiary to the King of Greece. La seva mare, Leticia Bonaparte, era filla de Lucien Bonaparte, germà de Napoleó Bonaparte.
William, enamorat de les llengües romàniques, descobrí casualment l'occità mirant la vitrina d'una llibreria d'Avinyó en un dels seus viatges per l'Europa continental. El llibre que el portaria a estimar i a escriure en llengua occitana fou Mirèio de Frederic Mistral.
Escrigué la seva obra en occità, i fou gran amic de Frederic Mistral. Esdevingué l'únic membre estranger del grup Felibritge. La col·lecció "Li Parpaioun Blu" fou publicada l'any 1868, amb una introducció de Mistral.
Era capità de l'Artilleria de Waterford i passa la major part de la seva vida treballant per l'Armada. Fou anomenat "High Sherrif" de Waterford l'any 1855.
En el terreny de les anècdotes podem dir que era sinistrament conegut per posseir un mantell fet de pèls de gats. Té la fama de ser l'inventor del plat provençal de les peres al whiskey.
Bon coneixedor dels autors i de la cultura catalana, mantingué contactes amb la intel·lectualitat catalana de l'època, especialment amb en Víctor Balaguer amb el qual mantindrà un contacte personal i epistolar. Aquesta amistat el porta a dedicar-li la seva obra Li Parpaioun Blu: "I pouèto bessoun naciounau Frederi Mistral de Prouvènço e Victor Balaguer de Catalougno mi cars ami,
emé grand gau dedique Li Parpaioun Blu". En Frederic Soler i Hubert (Serafí Pitarra) li dedica la seva obra teatral Les Joies de la Roser. Fou també un gran admirador de Jacint Verdaguer i de la seva obra més popular L'Atlàntida, de la qual procedí a realitzar una traducció a l'anglès de la qual desconeixem si fou finalment publicada. La seva amistat amb Verdaguer el porta a dedicar-li un poema "La deificacio del Vent-terral" en llengua occitana i que traduiria al català el mateix Verdaguer. A les seves cartes amb Verdaguer, anunciant el seu treball de traducció de l'Atlàntida li dedica altres versos:

De Vich flamanta Áliga, poeta dels cataclismes!
De tots aquells d'Espanya tu qu’ets lo sublimíssim!
O lira dels terratremols, salteri dels abismes!
Tu fuxat, sèmpre jóven, del forcad Parnas al cim!

Ton llibre’s de cants valents una clava Erculenca;
D'alts fèts sobre’n Atlantich un superbo mirador!
Pren, Verdaguer! La Versió d'una felibrenca,
Y d'Irlanda que’l sol anyora’n Bès admirador!

W.C.B.W.,
Lo bèll jorn de Sant Miquel, 1880